# Peace (MC-Fitti-Album)
Peace (engl. für Frieden) ist das zweite Studioalbum des deutschen Rappers MC Fitti. Es erschien am 19. September 2014 über das Label Styleheads Music. Vorab wurde die Single Mama halblang ausgekoppelt. Das Album stieg auf Platz neun der deutschen Albumcharts ein.

## Titelliste
1. Arbeit macht mega Bock – 2:59
2. Ghettoblaster – 2:17
3. Tattoo (feat. Sido) – 2:59
4. Einhorn fang – 3:07
5. Mama Halblang – 3:26
6. Dance (feat. Vokalmatador) – 3:16
7. LSD – 2:55
8. Hüpfburg – 3:33
9. Fotos – 3:09
10. Hauptsache Gold (feat. DCVDNS) – 2:45
11. Paradies aus Glas – 2:47
12. Mein DeLorean – 3:36
13. Zauberei – 4:34
14. Blumenmädchen – 3:07
15. Lagerfeuer (Bonustrack) – 3:19
16. Mein Corner, dein Corner (Bonustrack) – 2:21
17. Big in LA (Bonustrack) – 2:38

## Hintergrund
Während eines Urlaubs in Thailand kam MC Fitti die Idee für ein neues Album. Als Motiv dafür gab er insbesondere Langeweile an. Laut ihm sollte das Album „ein wenig in die Hippie-Richtung gehen“. Inhaltlich und musikalisch versuchte er vor allem, an frühere Generationen zu erinnern, die auch in ihrer Jugend feierten. Die ersten Songs wurden 2014 von ihm in Los Angeles verfasst, da er dort an Dreharbeiten einer Serie für den Fernsehsender VOX beteiligt war.

## Rezeption
Erich Unrau beurteilte das Album in der Juice überwiegend negativ. MC Fittis Status als „Neuzeithippie“ sei laut ihm mit Peace abgelaufen. Das Strotzen vor guter Laune nerve ihn und er vermisse „ein wenig mehr Seele“. Einzig und allein der Sound und „sein ureigener Humor“ würden das Album noch hörenswert machen. Allerdings finde seine Musik raptechnisch „leider Gottes in der Verbandsliga statt. Statt anspruchsvollen Dribblings und versierten Überfliegern liefert er hier einen holprigen Kick und stolpert dort über seine eigenen Füße. Einfachste Haus-Maus-Reime und ein stockender Flow zeichnen die Raps aus. Auch die effektüberladene Stimme irritiert.“ Für Unrau stehe fest, dass Fittis Halbwertszeit bereits nach dem zweiten Album überschritten sei. Er vergab an das Album zwei von sechs möglichen Punkten.
In der Laut.de-Kritik schrieb Friedrich Wassermann, dass die Beats zum Tanzen geeignet und gut produziert seien, MC Fitti sei aber kein guter Lyriker und er bekomme es „nicht auf die Reihe, einen guten Text auf einem guten Beat zu performen.“ Letzten Endes würden nur die „sehr gut produzierte Beats und ordentliche Features in wohliger Erinnerung“ bleiben. „Alles weitere muss wohl der entsprechende Alkoholpegel deichseln. Oder wie Mc Fitti sagen würde: ‚Dippi, dippi, Discoschnupfen‘.“ Er gab dem Album zwei von fünf möglichen Punkten.